# Zorro, marquis de Navarre
Pour plus de détails, voir Fiche technique et Distribution.
Zorro, marquis de Navarre (Zorro marchese di Navarra) est un film italien réalisé par Franco Montemurro en 1969.

## Fiche technique
- Titre original : Zorro marchese di Navarra
- Titre français : Zorro, marquis de Navarre
- Titre anglais ou international : Zorro, the Navarra Marquis
- Réalisation : Franco Montemurro
- Scénario : Franco Montemurro, Piero Pierotti
- Musique : Angelo Francesco Lavagnino
- Production : Fortunato Misiano
- Société(s) de production : Romana Film
- Pays d’origine :  Italie
- Langue originale : italien
- Format : couleur
- Genre : aventure
- Durée : 102 minutes
- Dates de sortie :
  - Italie : 23 décembre 1969
  - France : 8 septembre 1971[2]

## Distribution
- Nadir Moretti : Zorro
- Malisa Longo : Carmen de Mendoza (as Maria Luisa Longo)
- Daniele Vargas : Colonel Brizard
- Loris Gizzi : Don Ignazio, l'Alcalde
- Renato Montalbano : Don Ruiz
- Gisella Arden : Dolores
- Dada Gallotti : Linda
- Nino Vingelli : Fra Pistola
- Ugo Adinolfi : lieutenant français
- Fortunato Arena : sergent français
- Antonio Gradoli
- Rosy De Leo
- Gioia Zanetti
- Ignazio Balsamo : apothicaire
- Eleonora Morana

## Tournage
Certaines scènes ont été tournées à la Villa Parisi (en) (41° 48′ 36″ N, 12° 41′ 26″ E) à Frascati.